# Jacques Rampal

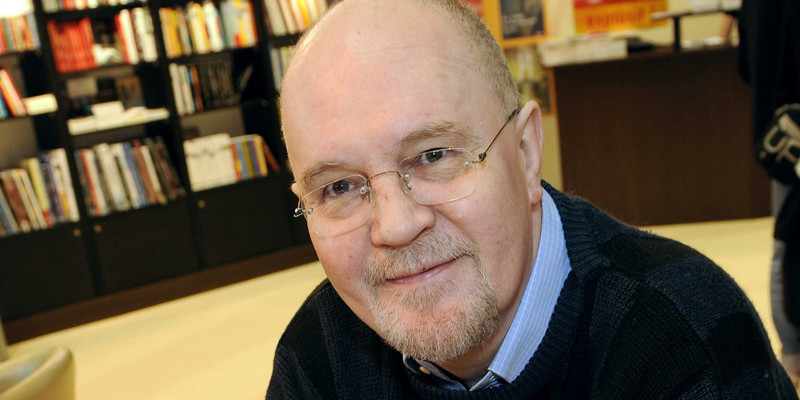
Jacques Rampal

Jacques Rampal (* 1944 in Constantine, Algerien; † 19. Dezember 2015 in Paris) war ein französischer Dramatiker.
Jacques Rampal begann seine Karriere als Karikaturist, unter anderem für politische Zeichnungen im L'Èvenement du Jeudi. Außerdem veröffentlichte er 19 Humoralben. 
Sein erstes Theaterstück, Célimène und der Kardinal, gewann 1993 drei Molière (Theaterpreis)-Preise. Es setzt die Geschichte der Helden aus Molières Der Menschenfeind, Célimène und Alceste, fort. 2006 inszenierte Rampal selbst das Stück mit Claude Jade und Patrick Préjean in den Hauptrollen. Weitere Stücke Rampals sind La fille à la trompette, Profession de fou, Alma Mahler, la fiancée du vent und Esméralda (basierend auf der Figur aus Victor Hugos Notre Dame de Paris).
| Personendaten    | Personendaten            |
| ---------------- | ------------------------ |
| NAME             | Rampal, Jacques          |
| KURZBESCHREIBUNG | französischer Dramatiker |
| GEBURTSDATUM     | 1944                     |
| GEBURTSORT       | Constantine, Algerien    |
| STERBEDATUM      | 19. Dezember 2015        |
| STERBEORT        | Paris                    |